# Échevis
Échevis é uma comuna francesa na região administrativa de Auvérnia-Ródano-Alpes, no departamento de Drôme. Estende-se por uma área de 11,11 km². Em 2010 a comuna tinha 57 habitantes (densidade: 5,1 hab./km²).